# Cisma nacional
El cisma nacional griego (en griego: Εθνικός Διχασμός, romanizado: Ethnikós Dikhasmós) es el nombre que recibió el conflicto entre los partidarios del rey Constantino I y los del presidente del Gobierno Eleftherios Venizelos que se desencadenó en 1916. Se plasmó en la formación de un Gobierno alternativo, llamado de «Defensa Nacional», que se instauró con Venizelos al frente en Salónica. Durante varios meses, hasta junio de 1917, Grecia quedó dividida en dos; algunos territorios permanecieron fieles al Gobierno de Atenas, mientras que otros se sometieron a la autoridad del de Salónica.

## Situación

### Antecedentes: las guerras balcánicas

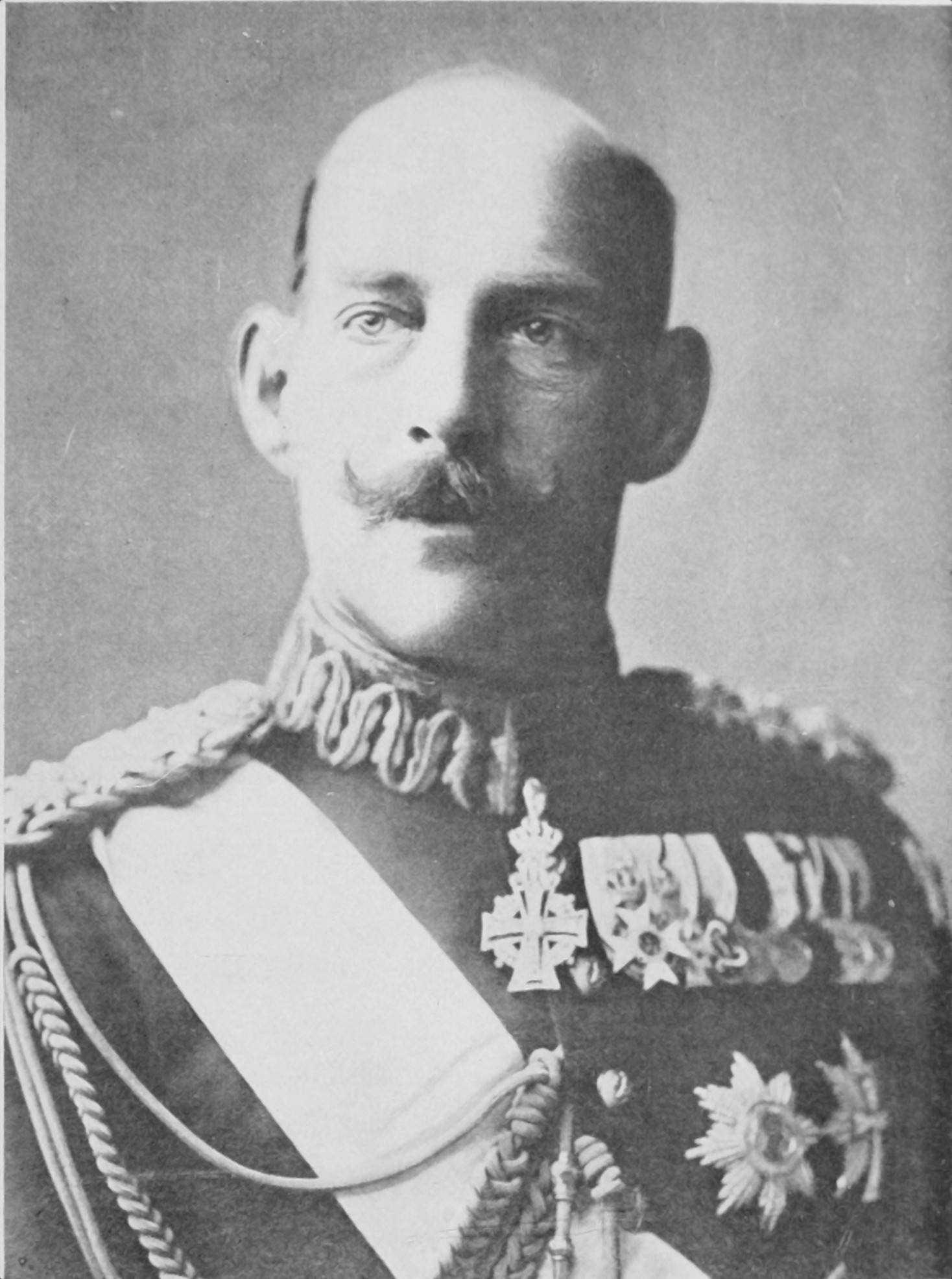
El rey Constantino I de Grecia, s. f.

En 1914 el reino de Grecia acababa de salir de las guerras balcánicas (libradas en 1912-1913). La victoria alcanzada en estas contiendas le había permitido obtener vastos territorios en Macedonia, Epiro, la costa del mar Egeo y Creta, pero a costa de grandes sacrificios. Al estallar la Primera Guerra Mundial, la economía griega estaba en un estado preocupante y Atenas buscaba empréstitos en el extranjero.
Por añadidura, las guerras balcánicas habían creado disensiones en la clase política griega. Deseoso de recobrar el prestigio perdido por la derrota que le habían infligido los otomanos en 1897, el príncipe heredero Constantino se había dedicado a dirigir los combates y había dejado de lado las labores de gobierno. Esta actitud había causado roces entre Constantino y el Estado Mayor, por una parte, y con el presidente del Gobierno Eleftherios Venizelos, por el otro. Este prefería emplear al Ejército para defender las fronteras y alcanzar sus objetivos políticos a utilizarlo para enfrentarse al Imperio otomano y al reino de Bulgaria, para disgusto de Constantino.

### Neutralidad inestable

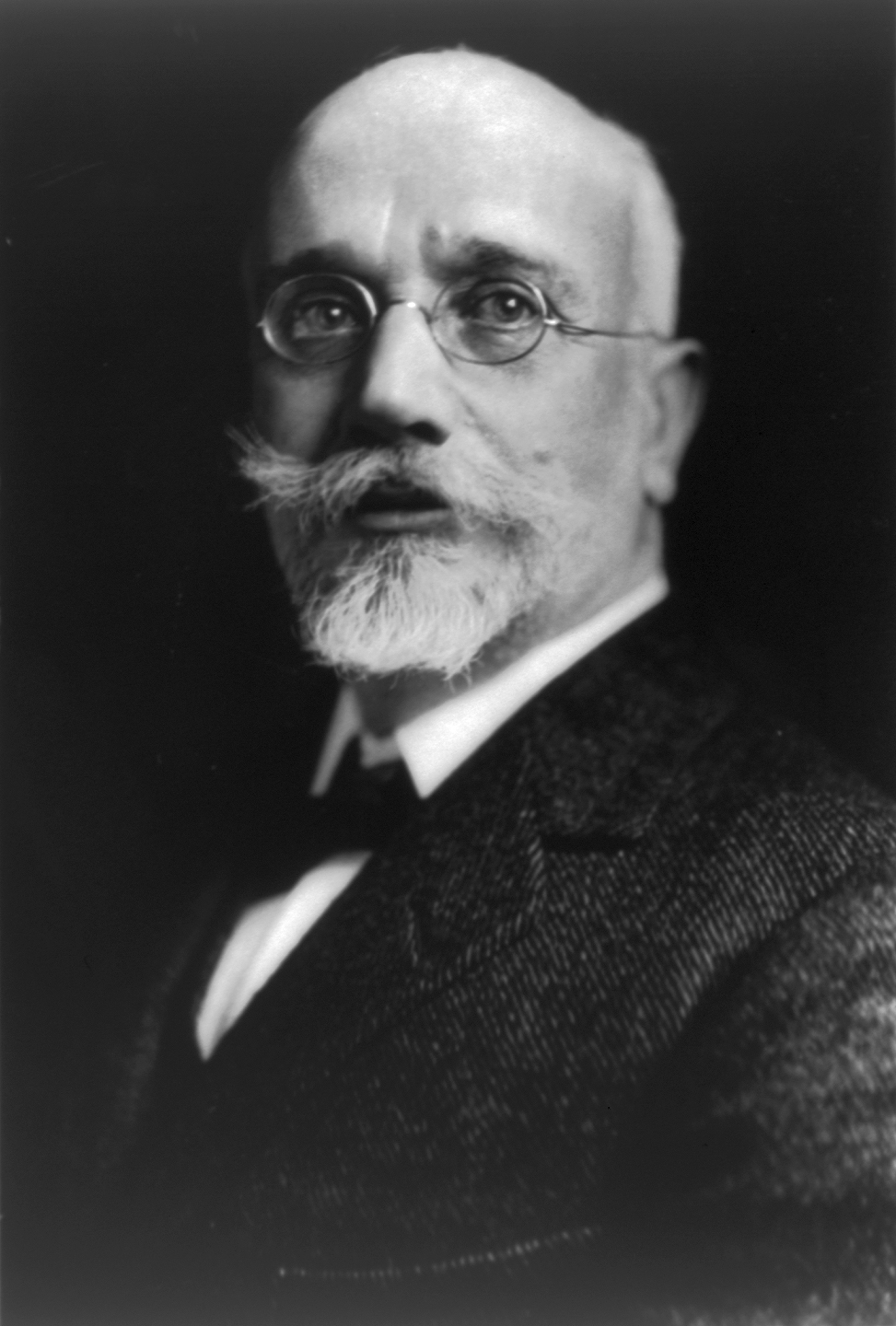
El presidente del Gobierno griego, Eleftherios Venizelos, retrato de 1919

Cuando se desencadenó la Primera Guerra Mundial el 4 de agosto de 1914, Grecia se proclamó neutral en el conflicto. Las grandes potencias beligerantes, sin embargo, trataron de que participase en él. A finales de julio el káiser Guillermo II había enviado un telegrama al rey Constantino, su cuñado, para preguntarle sobre la actitud de su país ante la guerra a punto de estallar. El soberano griego le comunicó su intención de no participar en una nueva contienda. Al recibir la respuesta, el káiser amenazó a Constantino con tratar a Grecia como enemiga si rehusaba coligarse con Alemania. Constantino se mantuvo firme y decidió que el país no entrase en guerra, pese a la presión del emperador alemán.
No obstante, la corte —y en especial el rey, que había recibido gran parte de su formación militar en Alemania y había desposado a una princesa alemana, Sofía de Prusia— era partidaria de los Imperios Centrales. Por el contrario, el presidente del Gobierno Eleftherios Venizelos era favorable a la Triple Entente.
En un principio Constantino y Venizelos abogaron por que el país se mantuviese neutral en la guerra mundial, aunque por razones diferentes. Venizelos no deseaba participar en la guerra hasta que la Entente le garantizase la actitud que adoptaría la vecina Bulgaria. Solo en caso de que esta también se uniese a los Aliados o se mantuviese neutral estaba dispuesto Venizelos a que Grecia entrase en guerra. Temía las ambiciones territoriales búlgaras, en especial el deseo de apoderarse de Salónica. Las autoridades de Sofía, por su parte, estudiaban las propuestas de ambos bandos, pues deseaban obtener de su participación en el conflicto las mayores ganancias territoriales posibles. Venizelos rechazó entregarle al país vecino tierras tracias (Kavala se hallaba en disputa entre las dos naciones) —como le había solicitado la Entente—, sin obtener garantías de que Grecia lograría a cambio la comarca anatolia de Esmirna. La renuencia a ceder territorios propios contrastaba con la disposición a entregar los ajenos: Venizelos veía con buenos ojos, en cambio, la cesión de territorios serbios y rumanos a Bulgaria. Como en el caso de las guerras balcánicas, era reacio a declarar la guerra al Imperio otomano, por la suerte que pudiese correr en tal caso la abundante población de lengua griega del imperio.

## Ruptura entre Constantino y Venizelos

### Grecia y la campaña de los Dardanelos

La península de Galípoli, donde se disputaron los principales combates de la campaña de los Dardanelos (febrero de 1915-enero de 1916)

A principios de 1915, Venizelos deseaba que Grecia participase en la expedición aliada a los Dardanelos; pero tanto el rey como el Estado Mayor se opusieron a ello, pues deseaban tomar la península sin intervención de la Entente, para luego tratar de apoderarse de Constantinopla. El Estado Mayor tampoco deseaba tener que retirar tropas de la frontera búlgara para participar en la operación contra los otomanos. A comienzos de marzo Venizelos propuso que los griegos aportasen treinta y cinco mil soldados a los Aliados para participar en la conquista de la capital otomana. En realidad, el presidente no solo tenía que afrontar la reticencia del rey a sus propuestas, sino también la renuencia de Francia y del Reino Unido a que Grecia participase en la empresa, ya que estos habían prometido Constantinopla a Rusia. Ante la imposibilidad de poner en práctica sus planes, Venizelos dimitió el 6 de marzo.
El descalabro naval aliado del 18 de marzo perjudicó a Venizelos, a quien se acusó de haber deseado arrastrar a Grecia a una aventura que hubiese acabado en fracaso. Al rey Constantino, por el contrario, se lo ensalzó por visionario. Pese a todo, Venizelos seguía influyendo en la política nacional y en la diplomacia griega incluso apartado del poder. La Entente, tras la derrota, intentaba atraer a Grecia a su bando y accedió a conceder todo lo que el año anterior había solicitado Venizelos. Pero el Gobierno griego alargó las negociaciones con los Aliados a causa de las elecciones legislativas previstas para el 13 de junio. Los venizelistas parecía que iban a ganarlas, lo que favorecía el retardo de la conversaciones. Mientras, la Entente firmó con Italia el Tratado de Londres, cuyos compromisos eran incompatibles con las promesas hechas a Grecia.

### Del desembarco aliado en Salónica a la ruptura entre Venizelos y Constantino

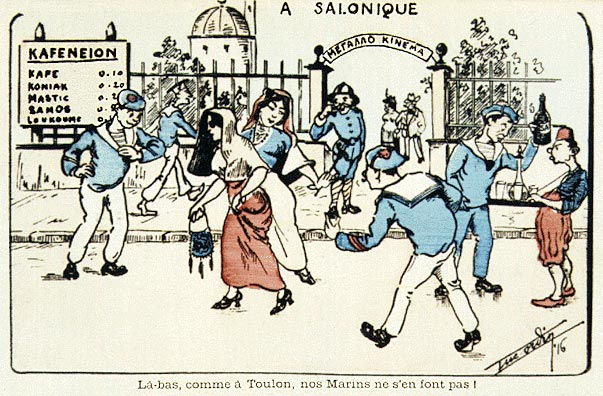
Caricatura de las tropas francesas del Ejército de Oriente, destinadas en Salónica durante la guerra, c. 1915-1916. El texto al pie dice: «¡Allá abajo, como en Tolón, nuestros Marines no se preocupan!» («Là-bas, comme à Toulon, nos Marins ne s'en font pas !»).

El 13 de junio de 1915, Venizelos venció en las elecciones legislativas: obtuvo 184 diputados de un total de 317. Merced a esta victoria, retomó la Presidencia del Gobierno el 16 de agosto. Tras ser derrotadas en los Dardanelos, las tropas aliadas se retiraron a Salónica en octubre de 1915, plaza a propósito para socorrer a Serbia, a la que por entonces atacaba Bulgaria y con quien Grecia estaba aliada desde los tiempos de las guerras balcánicas. Como consecuencia de esta alianza, Venizelos permitió a los Aliados desembarcar el 3 de octubre en el puerto griego. Tuvo que justificar su decisión en una larga y tensa sesión del Parlamento que se celebró al día siguiente, el 4 de octubre. Venizelos hizo hincapié en la necesidad de auxiliar al país vecino; según él, los 150 000 soldados franco-británicos podrían proporcionar este socorro mejor que las tropas griegas. Asimismo, comparó la situación del otoño de 1915 con la que había precedido al golpe de Estado de Goudi del verano de 1909. La Cámara acabó por aprobar la medida del primer ministro. Pese a esto, al día siguiente el rey lo convocó a Tatoi y le comunicó su destitución. La Entente, a la que Venizelos había pasado a representar en Grecia, sopesó la conveniencia de exigir la anulación de la medida real.
La derrota francesa en la batalla de Krivolak el 27 de octubre desbarató los esfuerzos Aliados de socorrer a los serbios. El 4 de noviembre Venizelos solicitó una sesión parlamentaria donde afirmó que, como Bulgaria había entrado en guerra de parte de los Imperios Centrales, Salónica se hallaba en peligro. Aunque logró derrotar al Gobierno de Aléxandros Zaimis, el rey decidió no encargarle a Venizelos la formación del nuevo gabinete que debía sustituir al de Zaimis. El debate parlamentario, donde había hecho caer al gabinete de Zaimis, lo había enfrentado directamente con el monarca y había resaltado las diferencias políticas entre los dos. Constantino disolvió las Cortes y convocó elecciones para diciembre, en las que los partidarios del rey obtuvieron una amplia mayoría al decidir Venizelos no participar en ellas. A partir de entonces, el enfrentamiento entre el rey y Venizelos abandonó los cauces democráticos.

### La Entente y Grecia

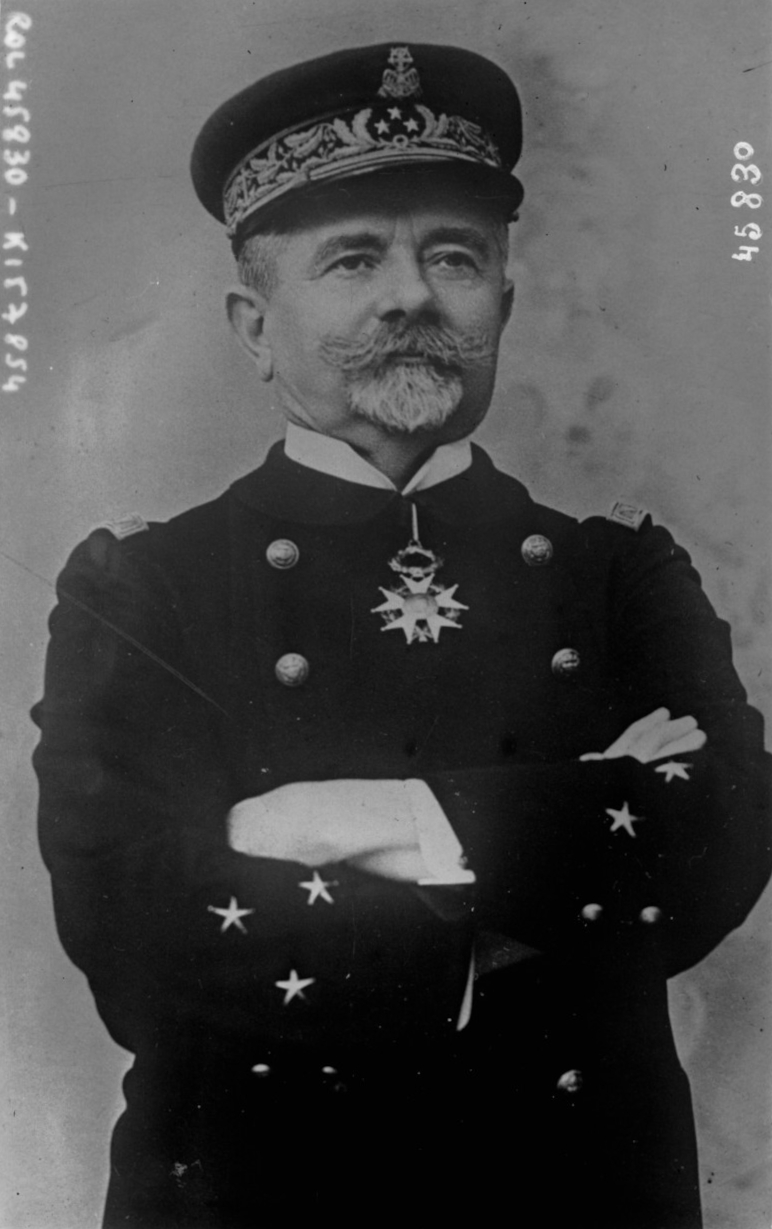
El vicealmirante francés Louis Dartige du Fournet, en 1915

Los diplomáticos franceses actuaron en favor de Venizelos. Según su análisis, la situación estaba clara: el rey era germanófilo y la neutralidad que defendía era señal de que deseaba que Alemania venciese en la contienda; el Ejército de Oriente, acorralado en Salónica, no podía crear un nuevo frente que aliviase la presión alemana en Verdún; Venizelos era aliadófilo y, por tanto, debían ayudarlo a recobrar el poder. La Agence Radio, encargada de la propaganda francesa, se dedicó a ensalzar a Venizelos.
Desde el 1 de enero de 1916 se sopesaba la conveniencia de proclamar una república provisional presidida por él. Su popularidad era tal que, tras una manifestación en su honor celebrada el 3 de enero, tuvieron que vendarle la mano de tantas como había estrechado durante el acto.[cita requerida] Militares franceses destacados en Atenas y Salónica estudiaban dar un golpe de mano que eliminase al rey. París tenía que tener en cuenta, no obstante, las reticencias rusas e italianas a estos planes. Por su parte, Venizelos afirmó ante los diplomáticos franceses que contaba con el respaldo del 80 % de la población y del Ejército. Para apremiar al rey a que le encargase formar Gobierno o a que abdicase, multiplicó las manifestaciones (aprovechando, por ejemplo, la celebración de la fiesta nacional el 25 de marzo); temía que la Entente no se atreviese finalmente a derrocar al soberano, pese a la inclinación de este por Alemania. Mientras esto sucedía, sugirió al Gobierno francés que dejase de prestar dinero al griego, pues la falta de fondos debía forzarlo a dimitir.
El rey Constantino, que no deseaba que los Aliados desplegasen tropas en su territorio, permitió en abril y mayo de 1916 que los búlgaros avanzasen en Tracia y se apoderasen de ciertas plazas fuertes desde las que podían amenazar las posiciones aliadas. Como consecuencia, Venizelos propuso el 30 de mayo trasladarse a Salónica y alzar en rebelión al Ejército, del que afirmaba controlar al menos cinco o seis regimientos; tras ello reuniría al Parlamento anterior a las elecciones de diciembre de 1915 y formaría un Gobierno provisional. El presidente del Consejo de Ministros francés Aristide Briand le dio su beneplácito y la flota del almirante Dartige du Fournet recibió orden de poner rumbo a Atenas para coadyuvar en el golpe venizelista. El Reino Unido, por boca del mismísimo rey Jorge V, y también Rusia e Italia, expresaron su oposición a la maniobra francesa. Por ello Francia se limitó a presentar una nota diplomática en la que exigía la desmovilización de las unidades griegas y la celebración de nuevas elecciones; el Gobierno griego aceptó el ultimátum francés. Corrió el rumor de que Constantino ordenaría la detención de Venizelos, por lo que Francia puso a disposición de este un torpedero para que pudiese abandonar rápidamente la capital griega.

### Reconciliación imposible

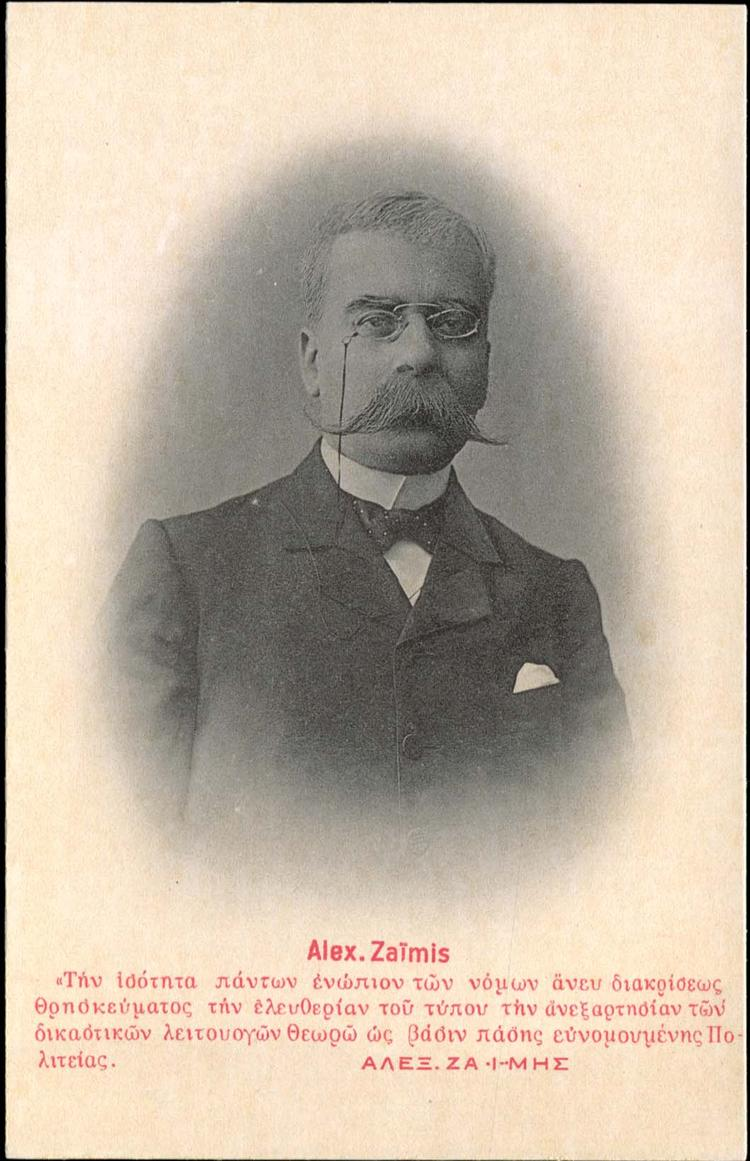
El primer ministro Aléxandros Zaimis, retrato de 1906

En julio el presidente del Consejo de Ministros, Aléxandros Zaimis, trató de reconciliar al rey y a Venizelos. Intentó además que la Entente esperase a los resultados de las elecciones previstas para septiembre a fin de evitar una ruptura definitiva de relaciones entre ambos bandos de la política griega. Los príncipes Nicolás y Andrés hicieron una gira por las capitales de los países de la Entente; aunque se los acogió con cortesía, las posiciones no cambiaron: la Entente había optado por respaldar a Venizelos incluso a costa de desencadenar la ruptura entre este y el rey.
La ruptura entre el monarca y el político polarizó a la sociedad griega, pues eran las dos figuras más destacadas del país. Un campesino griego lo habría resumido en una conversación con el enviado francés ante el Gobierno de Salónica, Denys Cochin, cuando afirmó que sería como si «le pidiesen que escogiese entre su padre y su madre». La campaña electoral de agosto acrecentó la tensión. Los partidarios de uno y otro chocaron en las calles de la capital. El 27 del mes los venizelistas reunieron en Atenas cincuenta mil personas; los realistas respondieron organizando una manifestación equivalente dos días más tarde.

## Venizelos en Salónica

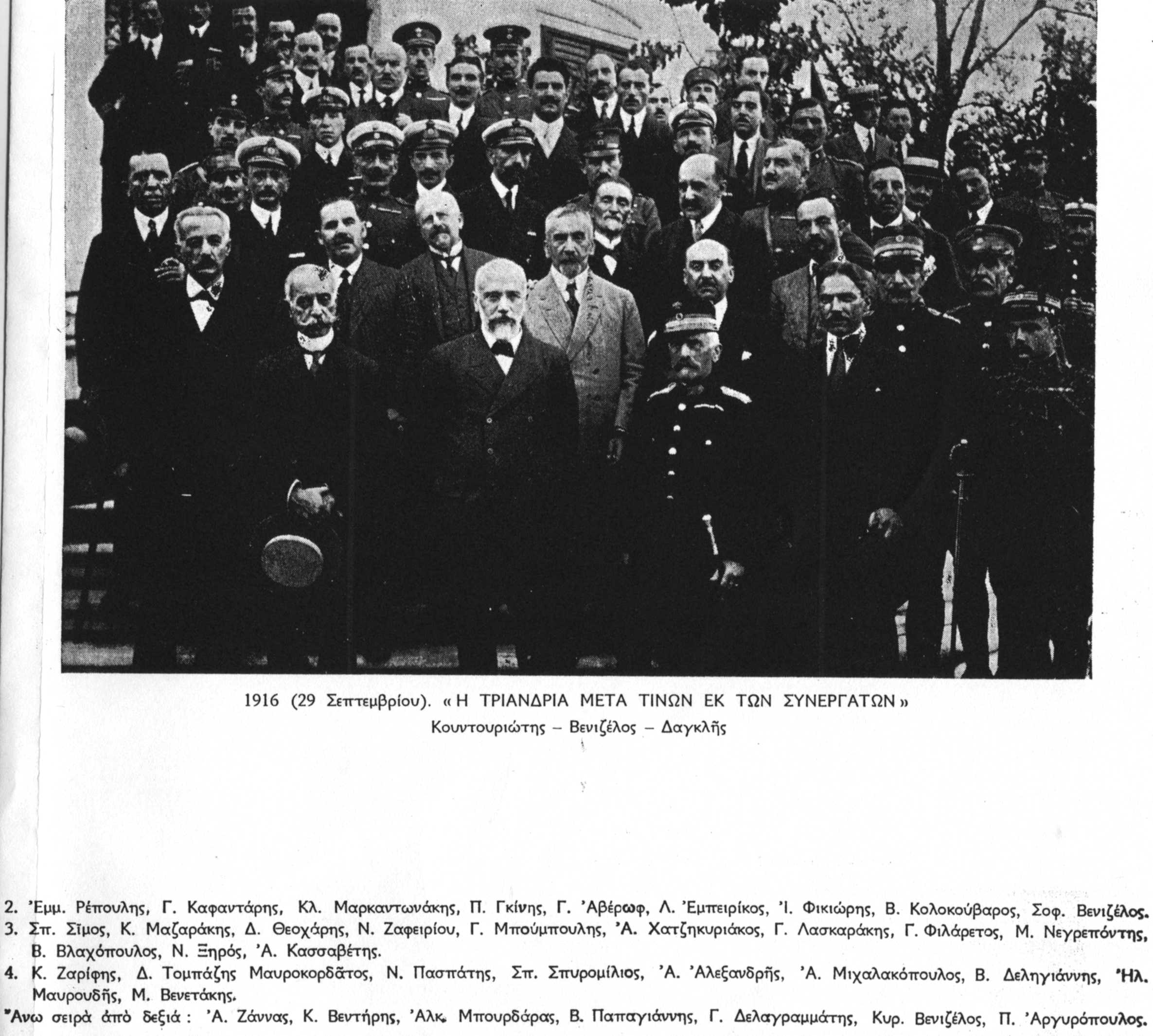
El triunvirato de Salónica y sus seguidores, el 29 de septiembre de 1916.
- Primera fila: Kunturiotis, Venizelos y Danglis
- Segunda fila: Emmanuel Repulis, Georgios Kaphantaris, Kl. Markantonakis, P. Guinis, Georges Averoff, Léonidas Embirikos, I. Fikioris, V. Kolokouvaros y Sofoklis Venizelos.
- Tercera fila: Sp. Simos, Konstantinos Mazarakis, D. Theoharis, Nicolas Zafiriu, Georgios Bouboulis, Alexandros Hatzikyriakos, G. Laskarakis, Georgios Filaretos, Miltiadis Negrepontis, V. Vlahopoulos, N. Ksiros y A. Cassavetes.
- Cuarta fila: K. Zafiris, D. Tombazis-Mavrocordatos, N. Paspatis, Spyros Spyromilios, Apostolos Alexandris, Andréas Michalakópoulos, Vassilis Deligiannis, Il. Mavroudis y M. Venetakis.
- Fondo, de derecha a izquierda: Alexandros Zannas, Konstantinos Ventiris, Alkiviadis Bourdaras, V. Papayiannis, G. Delagrammatis, Kyriakos Vénizélos y Pericles Argyropulos.

La presencia de los soldados franceses y británicos en Salónica, la evolución de la guerra y la entrada en guerra de Rumanía impelieron a parte de la población de la ciudad y de los oficiales griegos a tomar partido por la Entente. Se fundó un Comité de Defensa Nacional el 31 de agosto de 1916, que fue reconocido oficialmente de inmediato por el jefe de las fuerzas franco-británicas, general Sarrail. Venizelos abandonó Atenas la noche del 24 de septiembre con ayuda de los embajadores francés y británico y embarcó en el Hesperia, rumbo a Creta. Algunos de sus partidarios se trasladaron enseguida a Salónica. En Creta, Venizelos publicó una proclama nacionalista dirigida al «helenismo entero» donde le animaba a actuar, a colaborar con la Entente para acabar con la primacía alemana en Europa y de la búlgara en los Balcanes.

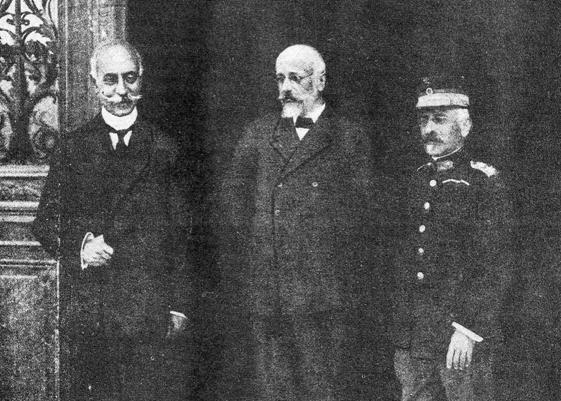
El almirante Kunduriotis, Venizelos y el general Danglis, los triunviros del Comité de Defensa Nacional, fotografía de 1916

A continuación Venizelos viajó a Salónica el 9 de octubre e ingresó en el Comité de Defensa Nacional, que se transformó en Gobierno de Defensa Nacional, dominado por él, el almirante Kountouriótis y el general Danglís. No obstante, la Entente no reconoció a este nuevo Gobierno: Rusia e Italia se negaron en redondo, pese al deseo de Francia. La decisión de los Aliados, que relegaba al organismo a la categoría de Gobierno de facto, disgustó a Venizelos.
El cisma nacional dividió así al país en tres partes: la meridional, dominada por el Gobierno real ateniense; la septentrional, controlada por el Gobierno provisional de Salónica y que incluía Tesalia y Epiro; y la zona intermedia, donde los Aliados desplegaron tropas para evitar los choques entre venizelistas y monárquicos y el estallido de la guerra civil, posibilidad nada desdeñable, como probaron los sucesos de diciembre de 1916.

## Las «vísperas griegas» (diciembre de 1916)

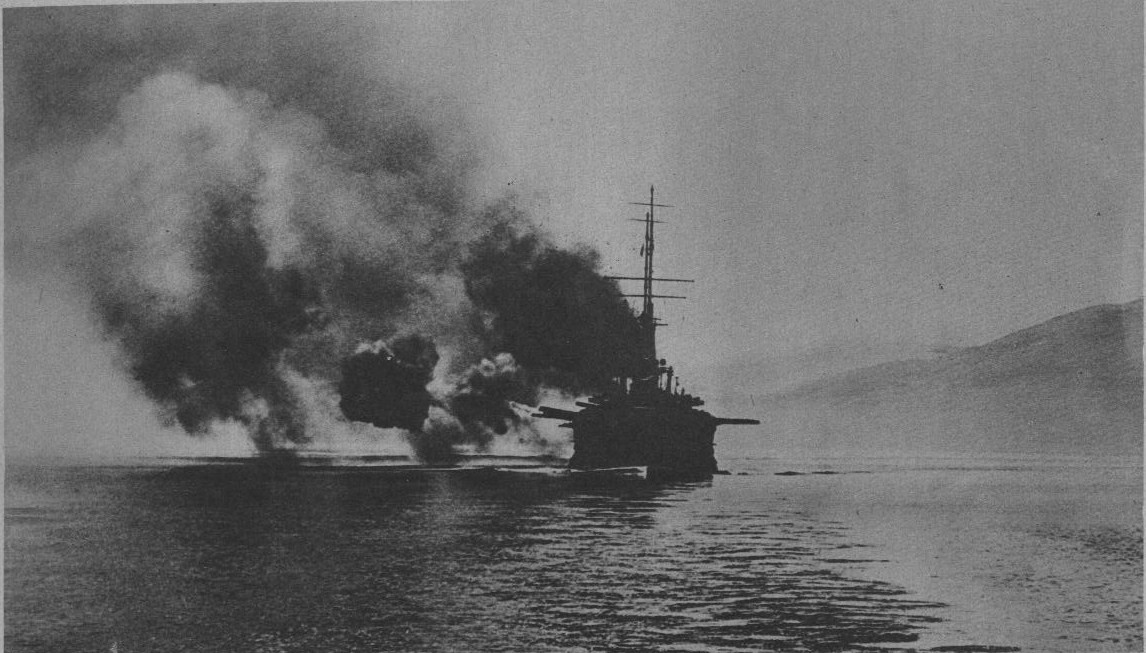
El acorazado francés Mirabeau bombardeando Atenas el 1 de diciembre de 1916

Una flota anglo-francesa al mando del almirante Dartige du Fournet ancló en la bahía de Salamina para intimidar al Gobierno realista de Atenas, al que se enviaron varios requerimientos, conminándolo a desarmar al ejército. El 1 de diciembre de 1916, el rey Constantino pareció acceder a las exigencias del almirante francés y las tropas aliadas desembarcaron para apoderarse de la artillería griega. Pero el ejército, fiel al soberano, se movilizó en secreto y fortificó la capital, de manera que los franceses tuvieron que enfrentarse a las tropas griegas. El almirante Dartige se refugió en el Záppeion y tuvo que huir aprovechando la noche. La matanza de soldados franceses recibió en la prensa el nombre de «vísperas griegas», en recuerdo de las «vísperas sicilianas» de 1282. Por su parte, Constantino felicitó al ministro de la Guerra y a las tropas. Los antivenizelistas atacaron a sus adversarios políticos. Fue el primer episodio de guerra civil que enfrentó a partidarios y opositores a Venizelos.

## El Gobierno de Defensa Nacional
Venizelos organizó un ejército dispuesto a combatir junto a los Aliados y declaró la guerra a Alemania y a Bulgaria el 24 de noviembre de 1916. Tras los sucesos de Atenas, solicitó nuevamente en vano que los Aliados reconociesen su Gobierno; el Reino Unido, Rusia e Italia se negaron a hacerlo, pero sí enviaron representantes a Salónica.

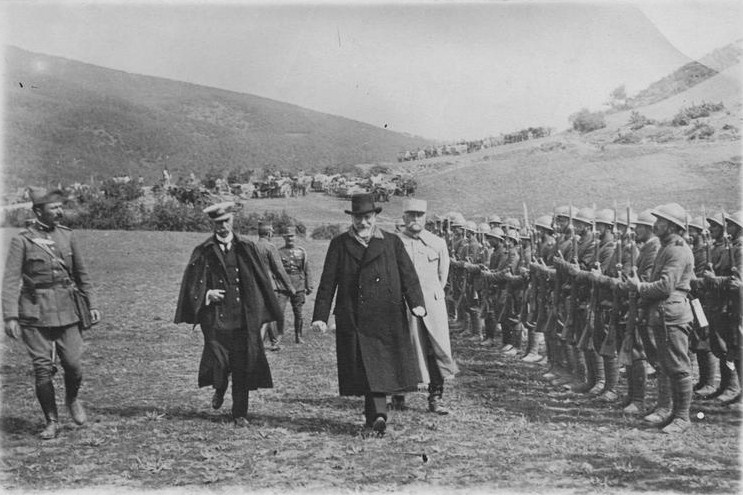
Venizelos pasa revista a tropas griegas en el frente macedonio, acompañado del almirante Kountouriótis y del general Sarrail, fotografía del 23 de abril de 1917

La evolución de la guerra acabó por beneficiar a Venizelos: en la primavera de 1917, la Entente esperaba una ofensiva alemana en los Balcanes para sostener a los búlgaros. Además, el Reino Unido deseaba retirar sus fuerzas de Salónica para emplearlas en Palestina. Italia deseaba hacer lo propio para usar a las unidades en Epiro del Norte. La única solución para satisfacer los deseos de británicos e italianos y no desamparar a la vez el frente macedonio era sustituir las divisiones aliadas que se iban a retirar por otras griegas, para lo que era necesario reconocer oficialmente al Gobierno de Defensa Nacional de Venizelos.
En consecuencia, en mayo se nombró a Charles Jonnart alto comisario aliado en Atenas, con la misión de acabar con la división gubernamental griega. La agitación aumentó en la capital: partidarios del rey amenazaban con desencadenar disturbios peores que los del diciembre anterior si los Aliados imponían un Gobierno presidido por Venizelos. Por su parte, este acuciaba a los Aliados desde Salónica para que actuasen cuanto antes. A principios de junio quedó claro que la reconciliación entre el soberano y Venizelos era ya imposible. Por lo tanto, los Aliados decidieron derrocar a Constantino y consultar con Venizelos sobre quién debía sucederlo en el trono griego.

## Fin del cisma

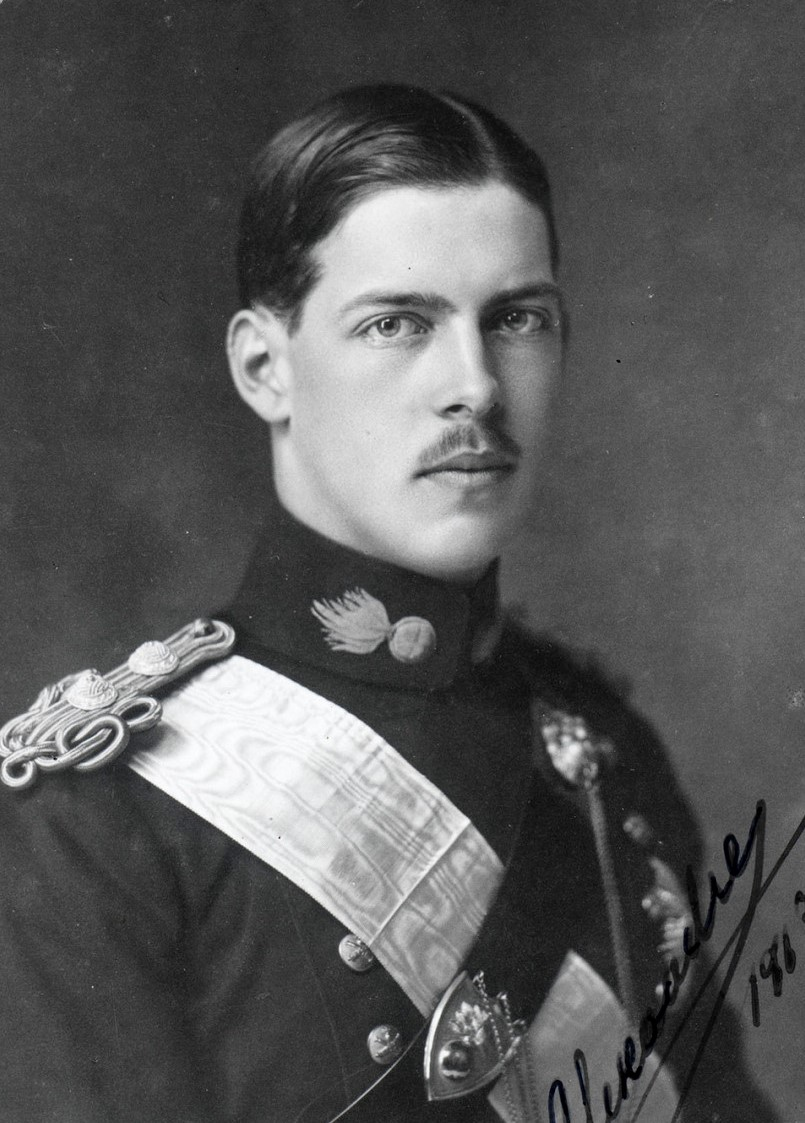
El rey Alejandro I de Grecia, hijo y sucesor de Constantino, retrato c. 1912-1917

El 11 junio Charles Jonnart presentó al primer ministro Aléxandros Zaimis la nota donde los Aliados exigían la abdicación de Constantino. El Consejo real recomendó al monarca que rehusase hacerlo y se mantuviese en el trono. Sin embargo, Constantino, cumpliendo lo que consideraba obligaciones para con la neutralidad del país, aceptó exiliarse en compañía del príncipe heredero Jorge y abdicar en su segundo hijo, Alejandro.
El 21 de junio Venizelos desembarcó en El Pireo. El Gobierno de Zaimis, partidario del rey, dimitió. El día 26 y por encargo del nuevo monarca, Venizelos formó un nuevo gabinete, que en realidad era el mismo que había presidido ya en Salónica.